# Mining
Mining osztrák község Felső-Ausztria Braunau am Inn-i járásában. 2019 januárjában 1225 lakosa volt. 

## Elhelyezkedése

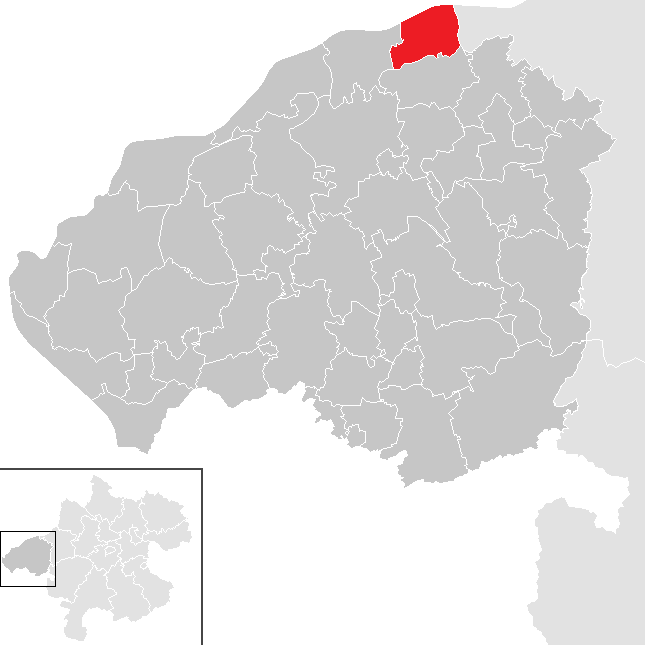
Mining a Braunau am Inn-i járásban

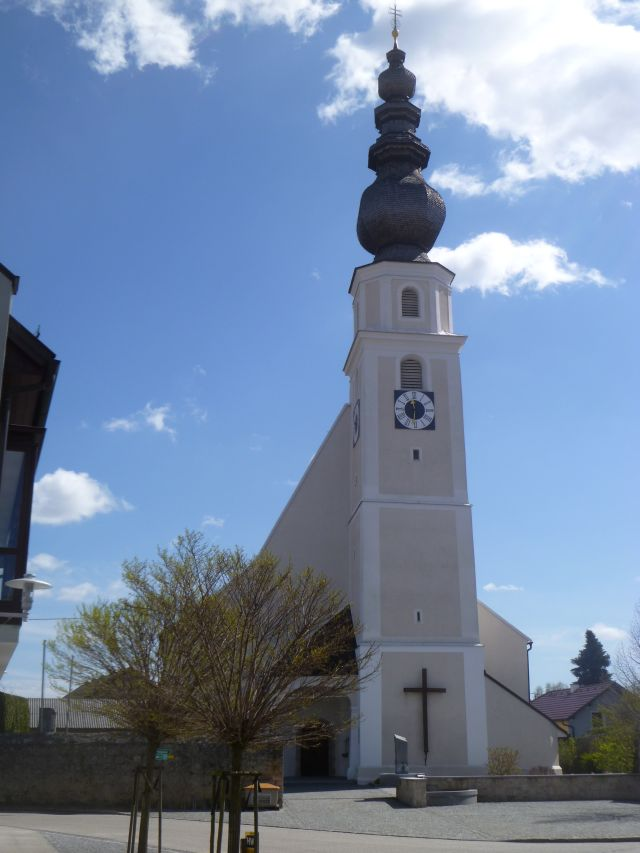
A Szűz Mária-plébániatemplom

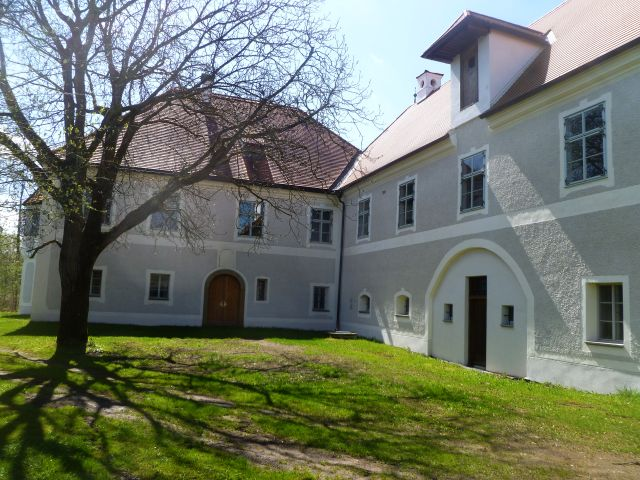
A sunzingi kastély

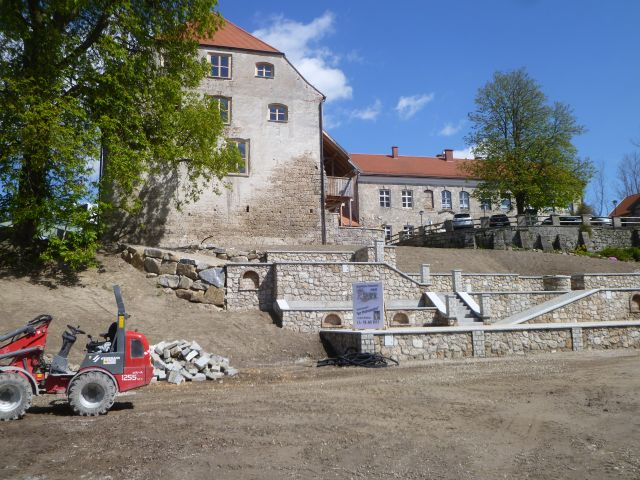
A frauensteini kastély

Mining Felső-Ausztria Innviertel régiójában fekszik az Inn folyó jobb partján, közvetlenül a német határnál. Itt található az ering-frauensteini vízierőmű az Innen. Az önkormányzat 12 településrészt és falut egyesít: Alberting (55 lakos 2018-ban), Amberg (63), Frauenstein (105), Gundholling (28), Holl (14), Kaltenau (21), Mamling (191), Mining (655), Obersunzing (10), Öppling (19), Unterbergham (18) és Untersunzing (16).
A környező önkormányzatok: keletre Mühlheim am Inn, délre Weng im Innkreis, nyugatra Sankt Peter am Hart, északra Ering, északkeletre Malching (utóbbi kettő Németországban). 

## Története
Mining területe régóta lakott, a régészek a vaskori La Tène-kultúrához kapcsolódó edényekre bukkantak. A falu első említése 885-ből származik. Mining egészen 1779-ig Bajorországhoz tartozott, amikor azonban a bajor örökösödési háborút lezáró tescheni béke következtében a teljes Innviertel Ausztriához került át. A napóleoni háborúk során 1809-ben a régiót a franciákkal szövetséges Bajorország visszakapta, majd Napóleon bukása után ismét Ausztriáé lett.
A köztársaság 1918-as megalakulásakor Mininget Felső-Ausztria tartományhoz sorolták. Miután Ausztria 1938-ban csatlakozott a Német Birodalomhoz, az Oberdonaui gau része lett. A második világháború után a község visszakerült Felső-Ausztriához. 

## Lakosság
A miningi önkormányzat területén 2018 januárjában 1225 fő élt. A lakosságszám 1951 óta stagnáló-gyengén emelkedő tendenciát mutat. 2016-ban a helybeliek 93,9%-a volt osztrák állampolgár; a külföldiek közül 4,3% a régi (2004 előtti), 1,2% az új EU-tagállamokból érkezett. 2001-ben a lakosok 93,7%-a római katolikusnak, 1,5% evangélikusnak, 3,9% pedig felekezeten kívülinek vallotta magát. 
A lakosság számának változása:

| 2016 | 1 166 |
| 2018 | 1 195 |

## Látnivalók
- a Szűz Mária-plébániatemplom
- a mamlingi kastély és kápolnája
- a sunzingi kastély
- a frauensteini kastély

## Fordítás
- Ez a szócikk részben vagy egészben  a   Mining című német Wikipédia-szócikk ezen változatának fordításán alapul.  Az eredeti cikk szerkesztőit annak laptörténete sorolja fel. Ez a jelzés csupán a megfogalmazás eredetét és a szerzői jogokat jelzi, nem szolgál a cikkben szereplő információk forrásmegjelöléseként.